# Ánh sáng động đất
Ánh sáng động đất là một hiện tượng phát sáng trên không xuất hiện trên bầu trời tại hoặc gần các khu vực ranh giới mảng kiến tạo, hoạt động địa chấn hoặc phun trào núi lửa. Những người hoài nghi chỉ ra rằng hiện tượng này chưa được hiểu rõ và nhiều trường hợp nhìn thấy được báo cáo có thể được giải thích bằng những lời giải thích mê tín.

## Xuất hiện
Một trong những ghi chép đầu tiên về đèn động đất là trong trận động đất năm 869 ở Sanriku, được mô tả là "những ánh sáng kỳ lạ trên bầu trời" ở Nihon Sandai Jitsuroku. Ánh sáng được báo cáo xuất hiện trong khi động đất xảy ra, mặc dù có báo cáo về việc ánh sáng xuất hiện trước hoặc sau động đất, chẳng hạn như báo cáo liên quan đến trận động đất Kalapana năm 1975. Chúng được cho là có hình dạng tương tự như cực quang, với màu từ trắng đến hơi xanh, nhưng đôi khi chúng được báo cáo là có phổ màu rộng hơn. Độ sáng được báo cáo là có thể nhìn thấy trong vài giây, nhưng cũng được báo cáo là kéo dài hàng chục phút. Khoảng cách ánh sáng xuất hiện từ tâm chấn cũng thay đổi: trong trận động đất Idu năm 1930, ánh sáng đã được báo cáo cách tâm chấn 70 dặm (110 km). Đèn báo động đất được phát hiện ở Thiên Thủy, Cam Túc, khoảng 400 kilômét (250 mi) phía bắc-đông bắc của tâm chấn trận động đất Tứ Xuyên năm 2008.
Trong trận động đất Colima năm 2003 ở Mexico, người ta nhìn thấy những ánh sáng đầy màu sắc trên bầu trời trong suốt thời gian diễn ra trận động đất. Trong trận động đất ở Peru năm 2007, nhiều người đã nhìn thấy ánh sáng trên bầu trời biển và được nhiều người ghi lại. Hiện tượng này cũng đã được quan sát và bắt gặp trên phim trong trận động đất Chile 2010, động đất L'Aquila 2009 và động đất Chile 2010. Đoạn video cũng đã ghi lại điều này xảy ra trong vụ phun trào ngày 9 tháng 4 năm 2011 của núi lửa Sakurajima, Nhật Bản. Hiện tượng này cũng được báo cáo ở trận động đất Amuri ở New Zealand, xảy ra ngày 1 tháng 9 năm 1888. Ánh sáng được nhìn thấy vào sáng ngày 1 tháng 9 ở Reefton và một lần nữa vào ngày 8 tháng 9.
Những lần xuất hiện gần đây hơn của hiện tượng này, cùng với đoạn phim ghi lại sự cố, đã xảy ra ở hạt Sonoma của California vào ngày 24 tháng 8 năm 2014, và ở Wellington, New Zealand vào ngày 14 tháng 11 năm 2016, nơi những tia sáng xanh như tia chớp được nhìn thấy trong  bầu trời đêm, và được quay lại trong một số video. Trong 8 tháng 9 năm 2017, nhiều người báo cáo nhìn thấy như vậy ở Mexico City sau một trận động đất 8,2 độ Richter  gần Pijijiapan, bang Chiapas.
Ánh sáng động đất dường như xuất hiện chủ yếu trong các trận động đất mạnh từ 5 độ Richter trở lên. Cũng đã có những sự cố về những ánh sáng vàng với hình cầu xuất hiện trước khi xảy ra động đất.

## Phân loại
Ánh sáng động đất có thể được phân loại thành hai nhóm khác nhau dựa trên thời gian xuất hiện của chúng: (1) ánh sáng động đất tiền địa chấn, thường xảy ra vài giây đến vài tuần trước trận động đất và thường được quan sát ở vị trí gần tâm chấn hơn và (2) ánh sáng động đất coseismic, có thể xảy ra gần tâm chấn, hoặc ở khoảng cách đáng kể từ tâm chấn truyền qua sóng địa chấn, đặc biệt là trong quá trình sóng S đi qua.
Ánh sáng động đất trong những cơn dư chấn có cường độ thấp hơn dường như rất hiếm.